# Киш, Лайош
Лайош Киш (венг. Kiss Lajos, 22 мая 1934, Мишкольц, Венгрия — 31 августа 2014) — венгерский байдарочник, бронзовый медалист Олимпийских игр в Мельбурне 1956 года.

## Спортивная карьера
Выступал за спортивный клуб «Диошдьёр» из Мишкольца. В 1955 и 1956 годах был чемпионом Венгрии.
На летних Олимпийских играх в Мельбурне 1956 года стал бронзовым призёром в соревнованиях байдарок-одиночек на дистанции 1000 м. В составе национальной сборной занял второе место в эстафете 4×500 м на чемпионате мира по гребле на байдарках и каноэ в Праге 1958 года.